# Yohama Eshima
Kelly Yohama Eshima (Curitiba, 18 de julho de 1988) é uma atriz brasileira, residente no Rio de Janeiro. Celebrizou-se pelo seu papel na novela Travessia da Rede Globo, interpretando a investigadora Yone ao lado de Giovanna Antonelli. Nas plataformas de streaming integra o elenco de algumas séries, com destaque para Pedaço de Mim, o 1º melodrama produzido pela Netflix.

## Carreira
De ascendência paterna japonesa e materna indígena e italiana, formou-se pela Faculdade de Artes do Paraná, bacharelando-se em Artes Cênicas e especializando-se em Artes Híbridas pela UTFPR. Trabalhou no teatro com artistas como Pichon Baldinu, Felipe Hirsch, Luiz Felipe Leprevost, Nina Rosa Sá, Edson Bueno, Luciana Schwinden, George Sada.
Ainda na faculdade fundou junto com outros artistas a Companhia Transitória. Dos espetáculos de teatro destaca-se sua participação em Elizaveta Bam com direção de Edson Bueno e Luciana Schwindem, Para ler aos trinta de Ligia Souza Oliveira, direção de Nina Rosa Sá e O Fantástico Coração Subterrâneo, de Diego Fortes.
Na televisão teve sua primeira personagem de destaque na Rede Globo na novela das 21h Travessia em 2023, e também participou da novela Haja Coração. Na Rede Record fez a novela Amor sem igual interpretando a personagem Tatiana, e também fez parte do elenco de Bela, a feia.
No streaming se inclui no elenco da série Contracapa com direção de Guto Pasko, que está na Amazon Prime. Participou do longa Eike - Tudo ou nada, com direção de Andradina Azevedo e Dida Andrade e em 2024, estreia na primeira novela da Netflix Pedaço de Mim com direção de Maurício Farias.

## Filmografia

### Televisão
| Ano     | Título         | Personagem               | Notas                 |
| ------- | -------------- | ------------------------ | --------------------- |
| 2009    | Bela, a Feia   | Midori                   | Participação especial |
| 2018    | Contracapa     |                          |                       |
| 2019—21 | Amor sem Igual | Drª. Tatiana Yamasaki    |                       |
| 2022—23 | Travessia      | Yone                     |                       |
| 2024    | Pedaço de Mim  | Cláudia Aguilar Nakamura |                       |

### Cinema
| Ano  | Título              | Personagem | Referências |
| ---- | ------------------- | ---------- | ----------- |
| 2022 | Eike - Tudo ou Nada | Jornalista | [ 8 ]       |